# Vitanovići Donji
Vitanovići Donji är ett samhälle i Bosnien och Hercegovina.   Det ligger i distriktet Brčko, i den nordöstra delen av landet, 110 km norr om huvudstaden Sarajevo. Vitanovići Donji ligger 113 meter över havet och antalet invånare är 419.
Terrängen runt Vitanovići Donji är platt, och sluttar norrut. Närmaste större samhälle är Brčko, 10,2 km öster om Vitanovići Donji. 
Omgivningarna runt Vitanovići Donji är en mosaik av jordbruksmark och naturlig växtlighet. Runt Vitanovići Donji är det ganska tätbefolkat, med 100 invånare per kvadratkilometer.